# 那珂湊站
那珂湊站（日语：／ Nakaminato eki */?）是位於茨城縣常陸那珂市釋迦町22番2號，常陸那珂海濱鐵道的湊線車站。
此站是舊·那珂湊市的代表車站，位於那珂湊地區中心。鄰近那珂湊反射爐（茨城縣指定史蹟）和那珂湊魚市場。

## 歷史
- 1913年（大正2年）12月25日 - 湊鐵道車站啟用。
- 1944年（昭和19年）8月1日 - 公司合併後，成為茨城交通車站。
- 1998年（平成10年） - 被選定為「關東車站百選」車站。選定理由為「歷史與傳統仍然展現車站啟用當時的面貌」。
- 2008年（平成20年）4月1日 - 由常陸那珂海濱鐵道接管鐵路線。
- 2012年（平成24年）6月3日 - 與會津鐵道的蘆之牧溫泉站成為姊妹車站（後述）。

## 車站構造
此站是地面車站，設有2面3線的混合式月台（單式、島式月台），可進行列車交會。此站是有人車站。
此站內設有湊線的車廠湊機關區，原則上只會作夜間停泊之用。
為了防止乘客墮軌，乘客只可在到車到達5分鐘前至列車出發時才可進入月台範圍。但是，使用入場票和租賃單車（單車停泊處位於檢票口內）不在此限。
車站大樓鄰接餐廳（由快餐店經營的便當屋），在結業後變成候車室。隨後經過翻新工程後，現時成為茨城交通那珂湊營業所。

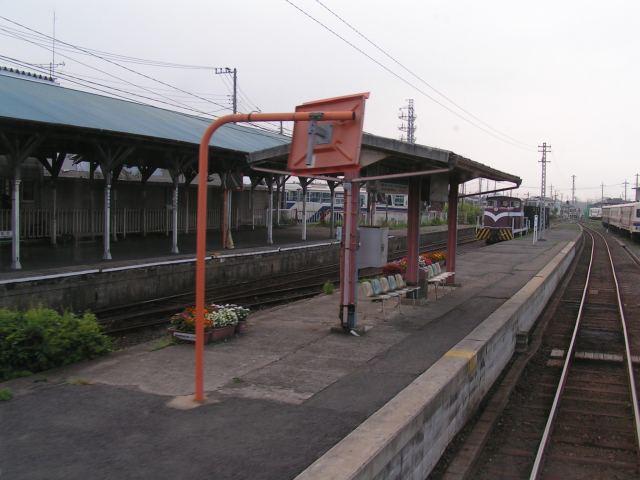
月台
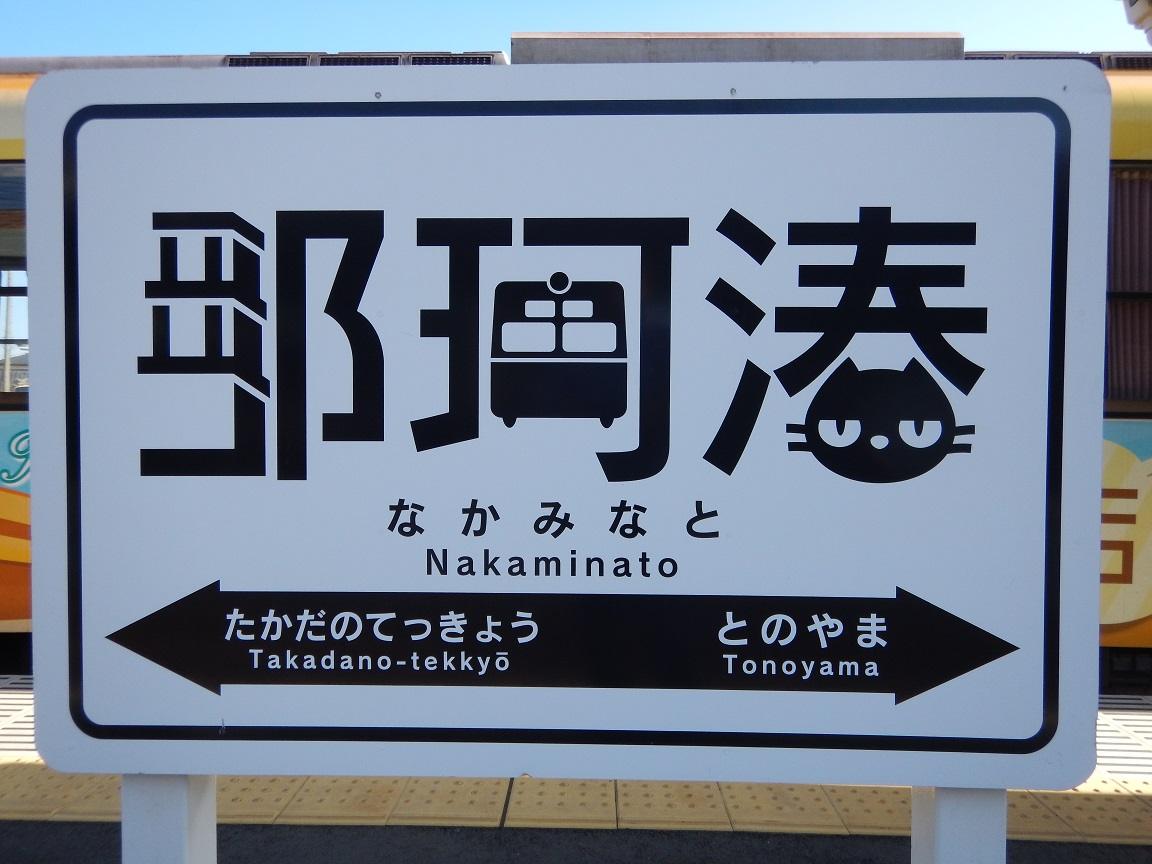
站名牌

## 在此站的運行形態
此站是常陸那珂海濱鐵道湊線在運行上的據點車站。站內設有公司總部和機關區。上下行線所有列車（除了以此站為終點站的班次外）均在此站進行列車交會。
- 上行（勝田方向）
  - 日間設有大約每小時1-2班普通列車停靠，早上和黃昏部分列車從此站出發[2]。
- 下行（阿字浦方向）
  - 日間設有大約每小時1-2班普通列車（前往阿字浦）停靠[2]。

## 使用狀況
- 以下為此站使用狀況變遷[3]：
  - 一年乘車人次以人作單位。更適合用於比較年度數據。
  - 當中，最高値會使用紅色，在最高値記錄年度以後的最低値使用青色、在最高値記錄年度以前的最低値使用綠色作標記。
  - 除了勝田站轉乘車站外，此站在湊線中最多人使用車站。

| 年度               | 一年乘車人次：人／年度 | 一年乘車人次：人／年度 | 一年乘車人次：人／年度 | 一年乘車人次：人／年度 | 特別事項 |
| ------------------ | ---------------------- | ---------------------- | ---------------------- | ---------------------- | -------- |
| 年度               | 通勤定期乘客           | 上學定期乘客           | 其他乘客               | 合計                   | 特別事項 |
| 2000年（平成12年） |                        |                        |                        | 210,702                |          |
| 2001年（平成13年） |                        |                        |                        | 220,357                |          |
| 2002年（平成14年） |                        |                        |                        | 222,045                |          |
| 2003年（平成15年） |                        |                        |                        | 207,486                |          |
| 2004年（平成16年） |                        |                        |                        | 193,643                |          |
| 2005年（平成17年） |                        |                        |                        | 185,548                |          |
| 2006年（平成18年） |                        |                        |                        | 182,162                |          |
| 2007年（平成19年） |                        |                        |                        | 180,997                |          |
| 2008年（平成20年） |                        |                        |                        | 195,715                |          |
| 2009年（平成21年） |                        |                        |                        | 202,940                |          |
| 2010年（平成22年） |                        |                        |                        | 209,875                |          |
| 2011年（平成23年） |                        |                        |                        | 180,072                |          |
| 2012年（平成24年） |                        |                        |                        | 212,402                |          |
| 2013年（平成25年） |                        |                        |                        | 226,300                |          |
| 2014年（平成26年） |                        |                        |                        | 242,494                |          |
| 2015年（平成27年） |                        |                        |                        | 243,280                |          |
| 2016年（平成28年） |                        |                        |                        | 236,547                |          |
| 2017年（平成29年） |                        |                        |                        | 246,660                |          |
| 2018年（平成30年） |                        |                        |                        | 248,241                |          |

## 車站周邊
此站位於舊那珂湊市中心（湊市街）。常陸那珂市政廳那珂湊分所鄰近殿山站。
- 茨城交通（巴士）那珂湊營業所（日语：茨城交通那珂湊営業所）（在車站大樓內設有事務所）
- 常陸那珂市立那珂湊第一小學
- 茨城縣立那珂湊高等學校（日语：茨城県立那珂湊高等学校）
- 常陸那珂市立那珂湊圖書館（日语：ひたちなか市立図書館#那珂湊図書館）
- 湊本町郵局（舊・那珂湊郵局）
- 那珂湊相金郵局
- 那珂川
- 那珂湊漁港（魚市場）

從此站步行15分鐘，越過海門橋後可到達大洗町。在站內的「名所案內」中，記載了大洗矶前神社和常陽明治紀念館（現時：幕末和明治之博物館）。

## 巴士路線
| 乘車處                                       | 系統                                                           | 主要途經     | 目的地                               | 巴士公司     | 備註                        |
| -------------------------------------------- | -------------------------------------------------------------- | ------------ | ------------------------------------ | ------------ | --------------------------- |
|                                              |                                                                | 十三奉行     | 阿字浦站                             | 茨城交通     | 只有早上1班。假日暫停服務。 |
| 28                                           | 殿山、平磯南町                                                 | 平磯中學下   |                                      | 茨城交通     |                             |
| 50                                           | Aqua World大洗、大洗海岸、大洗站入口、水戶站                   | 茨大前營業所 | 在早上和晚上班次會通過Aqua World大洗 | 茨城交通     |                             |
| 50                                           | Aqua World大洗、大洗海岸、（大洗渡輪碼頭）、大洗站入口、水戶站 | 茨大前營業所 |                                      | 茨城交通     |                             |
| 50                                           | 大洗海岸、（大洗渡輪碼頭）、大洗站入口                         | 水戶站       | 每日1本（平日2班）                   | 茨城交通     |                             |
|                                              | 大洗海岸、大洗站                                               | 大洗高校     | 早上只有2班。學校期假暫停服務。      | 茨城交通     |                             |
| 28                                           | 下大野、濱田營業所、水戶站                                     | 茨大前營業所 |                                      | 茨城交通     |                             |
| 5                                            | 柳沢、三反田、金上站前                                         | 勝田站東出口 |                                      | 茨城交通     |                             |
|                                              | 那珂湊路線                                                     | 魚市場、殿山 | 那珂湊站                             | 微笑青空巴士 |                             |
| 殿山、魚市場                                 | 那珂湊路線                                                     | 那珂湊站     |                                      | 微笑青空巴士 |                             |
| 平磯南町、阿字浦站、海濱公園西口             | 那珂湊路線                                                     | 那珂湊站     |                                      | 微笑青空巴士 |                             |
| 縣營西十三奉行團地、阿字浦站、海濱公園西出口 | 那珂湊路線                                                     | 那珂湊站     |                                      | 微笑青空巴士 |                             |

※每日只有2班途經大洗渡輪碼頭

## 其他

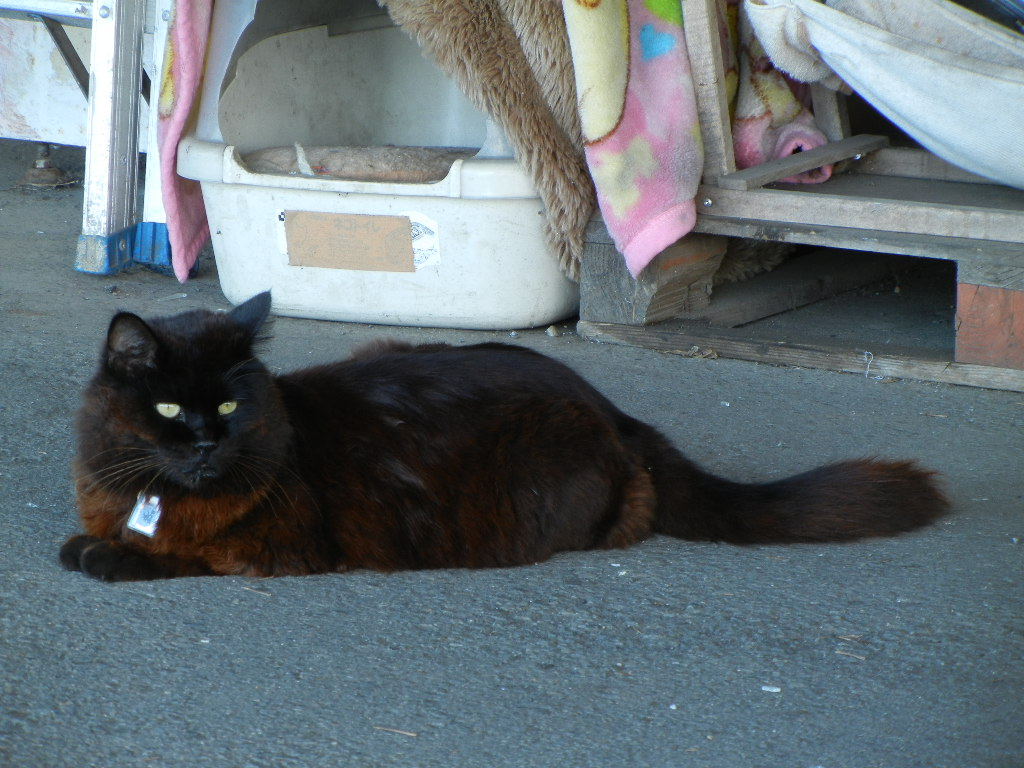
站貓「理」

- 電影《草裙娃娃呼啦啦》、《前程錦繡》和能量飲料廣告曾經在此站取景[4]。
- 此站是湊線整年有人車站。在茨城交通時代，由於路線一直虧損而面對廢線危機，車站大樓內設有由當地的鐵路存續支援團體舉辦的活動，成為了舉辦活動的據點。
- 在2009年（平成21年）7月起，有一隻雄性流浪貓經常到訪站內，車站職員便飼養該貓隻並提到地方安置。該貓名為「理」，這是由於是一隻黑貓，並且皆川理（日语：皆川おさむ）有一隻歌曲名為[4]。後來站內設置了「指定席」，並只該「理」專用。「理」受到上落乘客歡迎。在2019年（令和元年）6月23日，「理」去世，同年7月6日舉行了告別會。
- 上述提及，在2012年6月3日起，會津鐵道蘆之牧溫泉站與此站成為姊妹車站。理由是兩座車站設有歷史悠久的車站大樓並還在使用，同時設有站前餐廳（現已結業）、女性站長、車站職員較活躍（當時），以及設有貓站員・當地的鐵路愛好者建立了應援團[5]。

## 相鄰車站
常陸那珂海濱鐵道
■湊線
高田之鐵橋－那珂湊－殿山　　　　　　　　　　　　　　　

## 注腳
1. ↑  那珂湊駅|ひたちなか海浜鉄道 （页面存档备份，存于）（日語）
2. 1 2  那珂湊駅時刻表.駅探（日語）
3. ↑  ひたちなか市統計書各年度版 （页面存档备份，存于）（日語）
4. 1 2  小野寺敦 監修 『茨城「地理・地名・地図」の謎』 (2014，第40頁)
5. ↑  芦ノ牧温泉駅&那珂湊駅の姉妹駅提携を記念したツアー開催 （页面存档备份，存于）（日語） - 2012年4月23日 Mynavi新聞

## 外部連結
- 那珂湊站 （页面存档备份，存于）（日語） - 常陸那珂海濱鐵道